# Ținutul Hotărniceni
Ținutul Hotărniceni era unul dintre ținuturile din Țara de Jos a Moldovei, creat în 1774 pe teritoriul „celor două ceasuri” ocupate între 1711 și 1774 de tătarii nohai. În cursul războiului ruso-turc din 1768-1774 aceștia au fost deportați în Caucaz, de unde s-au întors mai puțini ca număr, nemaiputând controla pământurile de la nord de hotarul lui Halil Pașa. Dat fiind faptul că niciun boier n-a reclamat aceste pământuri, domnitorul Grigore al III-lea Ghica le-a dăruit celor doi fii ai săi. Acolo s-a reașezat rapid populația românească. Mai târziu, moșiile din ținut au ajuns în stăpânirea comisului Ioan Balș.

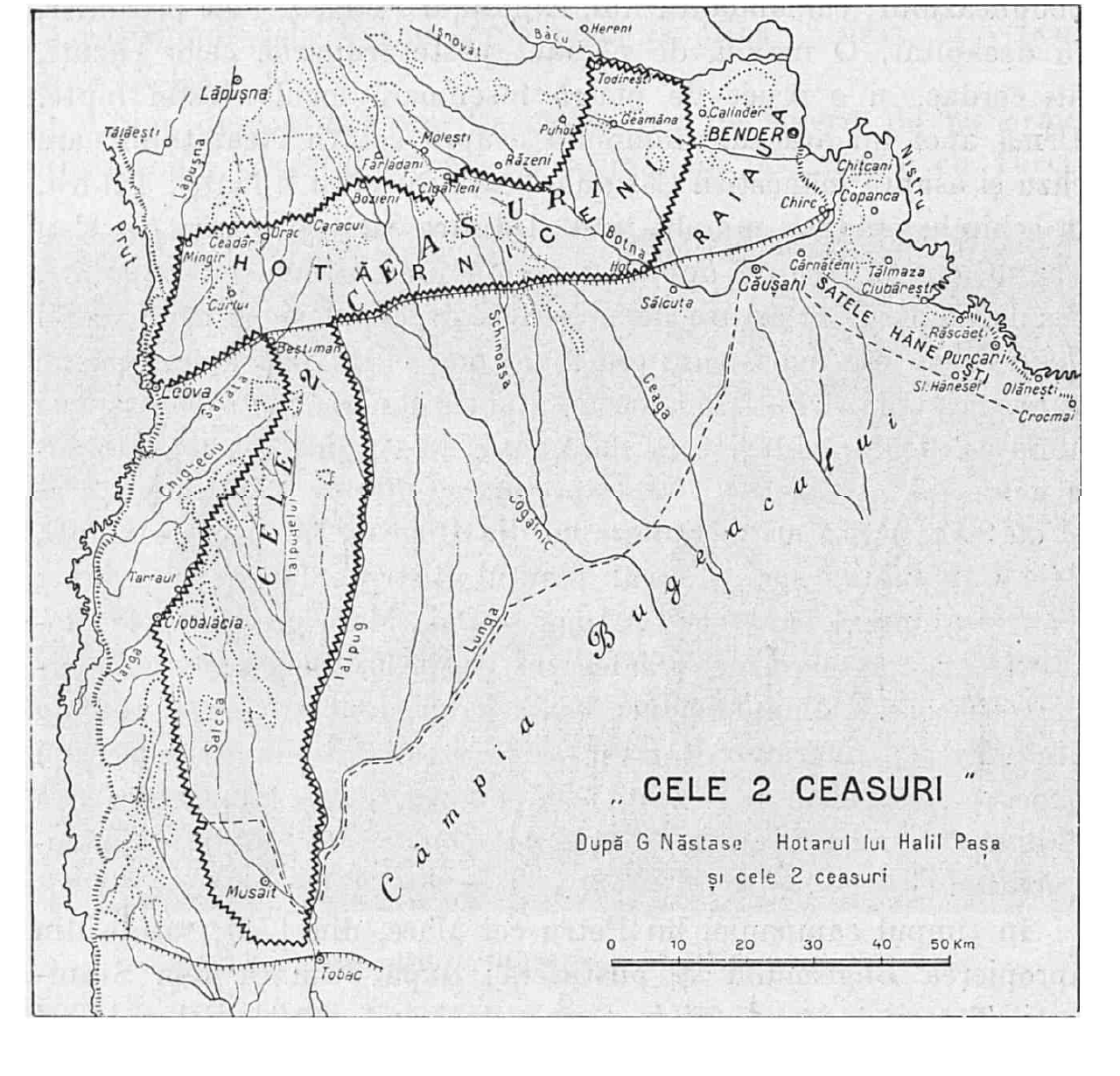
Ținutul Hotărniceni pe o hartă extrasă din lucrarea „Istoria Românilor” a lui Constantin C. Giurescu, publicată în 1944.

Teritoriul ținutului reprezenta o fâșie îngustă între ținutul Orhei-Lăpușna la nord și Valul lui Traian de Sus la sud. Se învecina cu raiaua Tighinei la est, satele hănești la sud-est și ținutul Codru la sud-vest. Reședința sa era satul Gura Galbenei. În 1816 a fost contopit cu ținutul Codru, iar deja în 1818 a ajuns în componența ținutului Tighina.

## Stemă

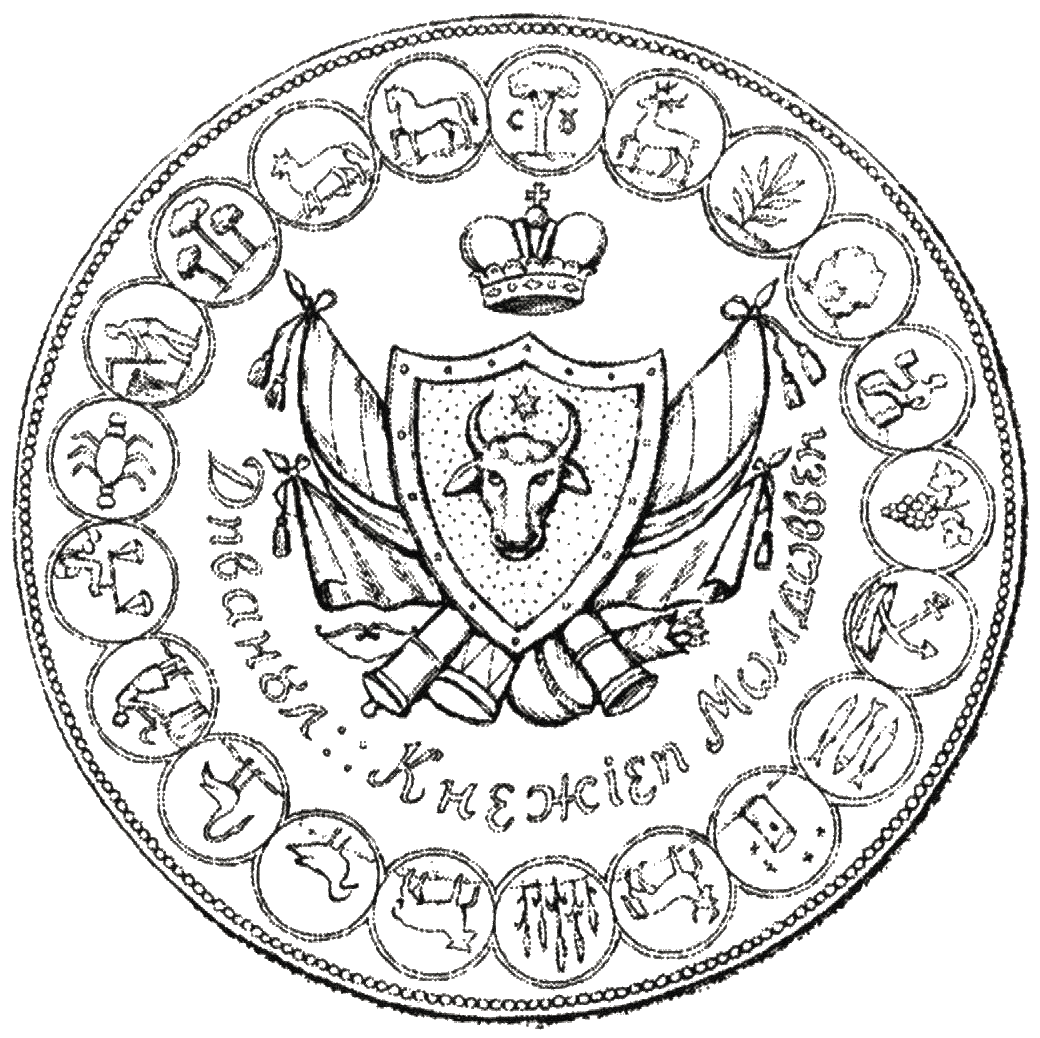
Sigiliul Divanului Cnejiei Moldovei cu stema Țării Moldovei înconjurată de 21 de medalioane cu stemele ținutale

Sigiliul Divanului Cnejiei Moldovei (cca. 1806 - 1812) - cea mai veche imagine cunoscută care a conservat simbolurile ținutale - conține stema ținutului Hotărniceni reprezentată de un medalion cu o rață orientată spre dreapta pe o terasă.

## Localități
În Conica liuzilor din 1803 sunt enumerate următoarele localități: Saramărza, Mingiriul, Gangura, Căinariul, Ciadarul, Oracul, Giamăna, Coșcalae, Gradiște, Bujorul, Sahăidacul, Sărățica, Curuluiui, Moleștii, Ocra, Caracuiu și Galbăna.